# اسکس (ماساچوست)
اسکس(به انگلیسی: Essex) شهرکی در شهرستان اسکس ایالت ماساچوست می‌باشد که در سال ۱۸۱۹ بنیان‌گذاری شده‌است. این شهرک در سرشماری سال ۲۰۱۰ میلادی، ۳٬۵۰۴ نفر جمعیت داشته‌است.